# Fiat 127
Fiat 127 — передньоприводний автомобіль класу суперміні (Клас B) італійської компанії Fiat. Був представлений в 1971 році як заміна Fiat 850. Виграв номінацію Європейський автомобіль року в 1972 році. 1983 року на європейському ринку його замінив Fiat Uno, хоча в деяких європейських країнах модель в максимальній комплектації Super продавали до 1987 року (В Аргентині виробництво тривало до 1997 року). Модель була розроблена Піо Манцу.
Всього було продано 5 125 259 екземплярів Fiat 127.

## Опис

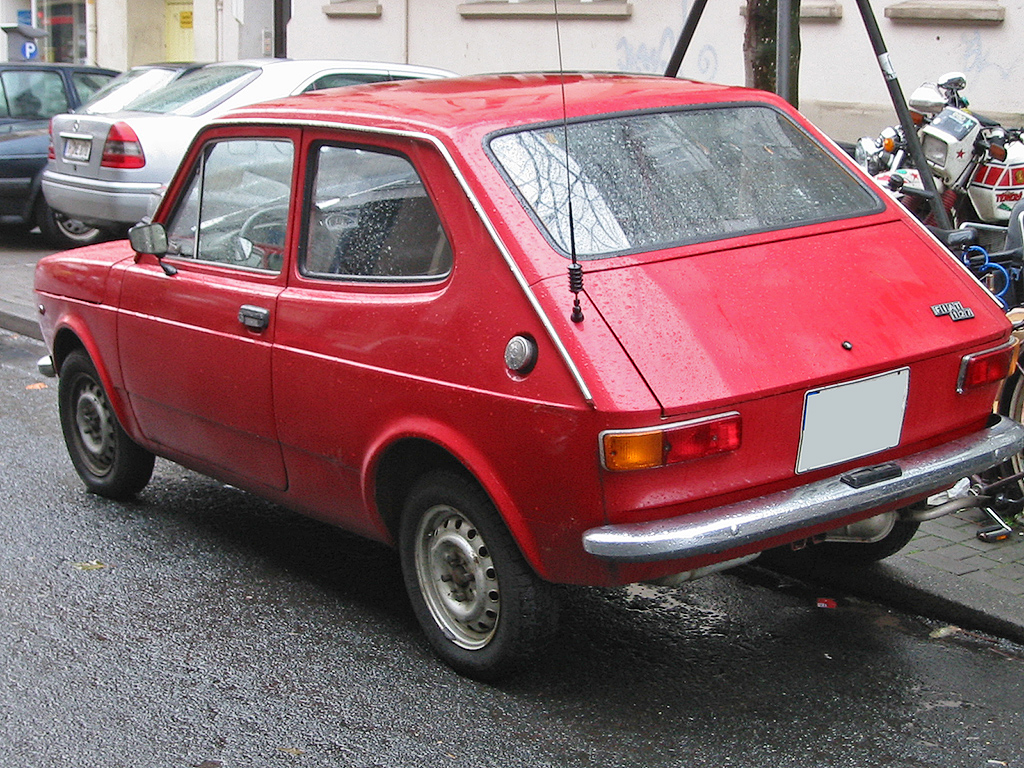

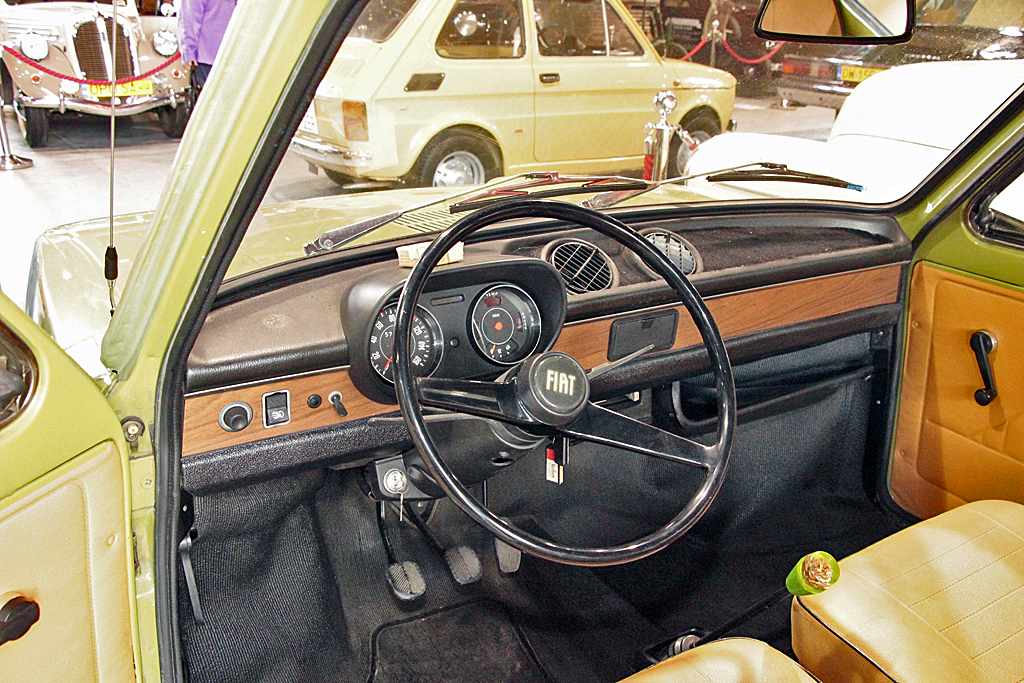

Розроблений наприкінці 1960-х років, Fiat 127 вийшов у вигляді дводверного седана в квітні 1971 року. Тридверний хетчбек з ідентичним профілем кузова, але із задніми дверима на всю глибину та відкидним заднім сидінням, вийшов у березні наступного року; це виявилося найпопулярнішою версією 127. Це був перший суперміні-хетчбек Fiat. Модель 127 мала сучасне компонування з поперечним розташуванням двигуна/переднім приводом, трансмісія була встановлена на кінці двигуна. Обидві ідеї дизайну були повністю перевірені Fiat, використовуючи дочірню компанію Autobianchi 1964 Primula, 1969 A112 і A111 — саме тому, що моделі не були призначені для великого виробництва. Більший Fiat 128, випущений у 1969 році, був першим автомобілем під маркою Fiat, який використовував таке ж поперечне розташування трансмісії. 127, як і A112, використовував зменшену версію платформи 128, а також міцний двигун Fiat OHV 100 серії 903 см3. 127 також мав унікальну задню підвіску на листових ресорах. Безпека була ще однією сферою інновацій: 127 включав шарнірну рульову колонку та зони деформації для прогресивної деформації під час удару.
Автомобіль був одним із перших серед сучасних суперміні і отримав похвалу за використання простору (80 відсотків площі було доступно для пасажирів і багажу), а також за його стійкість на дорозі. Він вийшов за рік до аналогічного Renault 5, і до кінця 1970-х більшість масових європейських виробників виробляли подібні автомобілі, включаючи Ford Fiesta та Volkswagen Polo, тоді як General Motors додала тридверний хетчбек до лінійки Opel Kadett, який був перероблений для британського виробництва та проданий як Vauxhall Chevette. 127 також був одним із найпопулярніших імпортних автомобілів на ринку Великої Британії, досягнувши піку в понад 20 000 продажів у 1978 році.
Це також був перший автомобіль, оснащений повністю поліпропіленовим бампером на сталевій опорі. 127 мав миттєвий успіх, здобувши нагороду «Європейський автомобіль року» за 1972 рік і швидко став одним із найпродаваніших автомобілів у Європі протягом кількох років. Це був третій Fiat за шість років, який отримав цю нагороду.
У червні 1974 року, трохи більше ніж через три роки після представлення моделі, Fiat повідомив, що мільйонний 127 був завершений на заводі Мірафіорі в Турині після трохи більше ніж трьох років виробництва. Надзвичайно успішному Fiat 600 (свого часу) знадобилося сім років, щоб досягти тієї самої віхи.
Автомобіль серії 1 мало змінився протягом свого життя. Однак у травні 1973 року седани стали доступні як у стандартній, так і в люксовій версії. 1975 року вийшов варіант 127 Special, який відрізнявся оновленою передньою решіткою радіатора та деталями інтер’єру. Версія люкс відрізнялася передніми сидіннями, що відкидаються, і задніми бічними вікнами, що відкривалися, як стандартне обладнання. Протягом наступних кількох років Fiat 850, який спочатку продавався разом із 127, був вилучений з більшості ринків. На початку 1976 року двигун 127 був дещо модифікований, щоб допомогти йому відповідати новим стандартам викидів. Новий карбюратор і відрегульовані фази газорозподілу знизили потужність на дві кінські сили, але також збільшили економію палива приблизно на десять відсотків.

## Двигуни
- 903 cc OHV I4
- 1049 cc OHC I4
- 1301 cc SOHC I4
- 1301 cc I4 diesel